# Dositej Obradović
Dositej Obradović (17. února 1742, Čakovo – 7. dubna 1811, Bělehrad) byl srbský osvícenec, reformátor a spisovatel.

## Život a dílo
Původem pocházel z rumunské části Banátu, která byla součástí tehdejšího Habsburská monarchie. V mládí vstoupil do kláštera, kde studoval a měl se stát mnichem. Později svá studia přerušil a čas trávil na cestách po celé Evropy, což ho dovedlo k přijetí ideálů evropského osvícenství a racionalismu, které byly v ostrém konfliktu se světem tehdejších dolních Uher a pravoslavné srbské komunity.
Po návratu do vlasti se snažil tyto myšlenky šířit i doma. A to konkrétně překládáním cizích děl, například ezopových bajek. Mezi jeho vlastní tvorbu potom patří Život i priključenija. Kromě toho napsal mnohé spisy v duchu osvíceneckých tradic, které měly podpořit vznik srbského národního programu a celonárodní konsolidace. Obradović složil také hymnu povstaleckého "státu", píseň s názvem Vostani Serbie. Dositej se stal prvním ministrem osvěty v povstalecké radě, která řídila Srbsko během prvního povstání na počátku 19. století, ve své funkci zemřel. Pohřben je v Bělehradě nedaleko kostela Saborna crkva.